# Оранжевокрила ситела
Оранжевокрила ситела (Daphoenositta chrysoptera), наричана също разноцветна ситела, е вид птица от семейство Neosittidae.

## Разпространение
Видът е разпространен в Австралия, Индонезия и Папуа Нова Гвинея.